# Wladislaw Jurjewitsch Pawlowitsch
Wladislaw Jurjewitsch Pawlowitsch (russisch Владислав Юрьевич Павлович; * 17. März 1971 in Moskau, Russische SFSR) ist ein ehemaliger russischer Florettfechter.

## Erfolge
Wladislaw Pawlowitsch gewann 1995 in Den Haag bei den Weltmeisterschaften im Mannschaftswettbewerb die Silbermedaille. Ein Jahr darauf nahm er an den Olympischen Spielen in Atlanta teil, bei denen er in der Einzelkonkurrenz den 14. Platz erreichte. Mit der Mannschaft zog er nach Siegen über Ungarn und Kuba ins Finale ein, in dem sich die russische Equipe mit 45:40 gegen Polen durchsetzte. Gemeinsam mit Dmitri Schewtschenko und İlqar Məmmədov wurde er somit Olympiasieger. Pawlowitsch focht für ZSKA Moskau.